# Katja Wölffing
Katja Wölffing (geborene Gomolla, * 20. August 1975 in Marktheidenfeld) ist eine deutsche Journalistin und Moderatorin des ZDF-Morgenmagazins.

## Leben

### Karriere
Mit 20 Jahren war Wölffing Volontärin im Funkhaus Würzburg und als freie Mitarbeiterin der Sportredaktion tätig. 1996 absolvierte sie dann ein BWL-Studium in Ravensburg im Bereich Medien- und Kommunikationswirtschaft mit einer Vertiefung in der Sparte Journalismus und Public Relations. 1999 agierte sie als Moderatorin im DSF Newscenter. 2004 moderierte sie das tägliche Magazin Sport Aktuell im Ballungsraumsender rheinmaintv. Noch im gleichen Jahr war sie dann als Nachrichtenmoderatorin im MDR tätig, bevor sie kurz darauf als Redakteurin und Moderatorin zum ZDF-Morgenmagazin wechselte. Im Januar 2009 verließ sie, nach über vier Jahren Moderation, das ZDF-Morgenmagazin. Aktuell moderiert sie beim Sportsender Sport1 die Sendungen Bundesliga aktuell und Sport1 News. Seit Februar 2012 ist sie auch wieder im ZDF-Morgenmagazin tätig.

### Persönliches
Wölffing ist verheiratet und brachte im April 2009 ihr erstes Kind zur Welt.